# Одношипная медведка
Одношипная медведка (лат. Gryllotalpa unispina) — вид прямокрылых насекомых из семейства медведок, сельскохозяйственный вредитель.

## Описание
Крупное насекомое с длиной тела от 38 до 41 мм с окраской от бурой до буровато-жёлтоватой и жёлтой. Переднеспинка вытянутая, удлинённо-овальной формы. Надкрылья длиннее максимальной ширины в 1,8 раза, снабжены тонкими поперечными жилками, имеющими лёгкую пигментацию. Крылья могут выступать за окончание брюшка, но у некоторых форм доходят лишь до седьмого тергита брюшка. Передние лапки укороченные и широкие, снабжены крупными зубцами, служат для копания. Голени задник лапок несут на внутренней стороне сверху 2 или 3 шипа, разделённых большим промежутком между первым и последующими.
Роет вертикальный ход в грунте на глубину до 120 см, нора заканчивается горизонтальным отрезком, предназначенным для зимовки имаго. В весенний период самки после спаривания в вертикальном ходе, на глубине 10—20 см, организуют гнездо размером около 6 см в поперечнике, где откладывают яйца, достигающие в диаметре 4—5 мм, количеством от 300 до 500 штук. Эмбрионы развиваются в течение 10—20 дней (иногда дольше), нормальное развитие яиц проходит при 100 % влажности. После чего из яиц выходят активные личинки серого цвета, которые охраняются самкой, оставаясь в гнезде в течение 2—3 недель и покидают гнездо по завершении первой линьки. Зимовку личинки проводят в главном проходе на глубинах от 70 до 80 см. В разные периоды развития размер личинок меняется от 5—6 до 20—30 мм. В зависимости от погодно-климатических условий полный период развития личинок может длиться от 1 года до 2 или 3 лет.
Обитает на территориях с заметной засолённостью почв, на берегах морей и в солончаках, галофил.
Перелёты осуществляет по ночам и в вечернее время. Способен уверенно плавать.
В тёплое время года ходы пролегают вблизи поверхности, в зимний период норы углубляются от 50 см и более 1 м.
Массированный выход из нор начинается при температурах от 12—15° C.
В писках питания и проделывая проходы в почве перегрызают корни, повреждают клубни и корневища растений. Рацион состоит из многих почвенных беспозвоночных, преимущественно насекомых и дождевых червей.
Естественными врагами являются некоторые птицы и насекомоядные млекопитающие, такие как землеройки и кроты, муравьи могут уничтожать яйца, а жужелицы поедать личинок. Паразиты медведок — это нематоды семейства Mermithidae, и клещи семейства Erythracidae. Грибковые заболевания могут приводить к массовому поражению и гибели, особенно при оттепелях в зимнем периоде.

## Распространение
Ареал распространяется от побережий Чёрного и Каспийского морей (встречается в Крыму, в Грузии, Армении, Азербайджане), далее по территории Казахстана, Средней Азии (Узбекистан, Туркменистан, Кыргызстан, Таджикистан) и югу Западной Сибири, простирается по территории Ирана и Афганистана и достигает Северо-Западных, Центральных и Южных областей Китая.

## Значение
Всеядный вредитель, поражающий злаковые и бобовые культуры, вредящий многолетним травам в том числе подсолнечнику, табаку, конопле, лёну, землянике, наносит ущерб посадкам картофеля и урон многим овощным культурам, включая свёклу. Может селиться в парниках, питомниках, вредить в молодых садах повреждая плодовые культуры. Под воздействием этого вредителя всходы и поросль молодых растений могут гибнуть.
Для защиты применяют зяблевую вспашку, используют ловчие ямы, применяют химические препараты и отравленные приманки.